# 툭바
툭바(티베트어: ཐུག་པ་)는 티베트의 전통 국수 요리이다.